# جورج إي. هينمان
جورج إي. هينمان (بالإنجليزية: George E. Hinman)‏ هو محامي وقاضي أمريكي، ولد في 7 مايو 1870 في Alford, Massachusetts ‏ في الولايات المتحدة، وتوفي في 19 مارس 1961.